# Boomerang (Asia)
Boomerang è stato un canale televisivo edito da Warner Bros. Discovery International visibile 24 ore su 24 via cavo. 
Nato inizialmente il 5 settembre 2005 dopo 11 anni di blocco su Cartoon Network, il canale è stato sostituito il 1° dicembre 2012 da Toonami, ritornando poi il 1° gennaio 2015 dalle ceneri di Cartoonito e ri-terminando le trasmissioni il 28 luglio 2023. Era la versione asiatica del marchio multinazionale; trasmetteva programmi rivolti ai bambini di età compresa tra 5 e 14 anni.
Il canale trasmetteva sia cartoni animati originali Hanna-Barbera che cartoni inediti, oltre che tanti film per la famiglia.

## Blocco

Logo del blocco

Come parte del rilancio di Cartoonito del 2021, il marchio è tornato in Asia come blocco su Boomerang a maggio 2022. Il 28 giugno 2023, Warner Bros. Discovery ha annunciato che Cartoonito sarebbe tornato a essere un canale a sé stante e il passaggio da Boomerang a Cartoonito è avvenuto il 28 luglio di quell'anno.

## Loghi

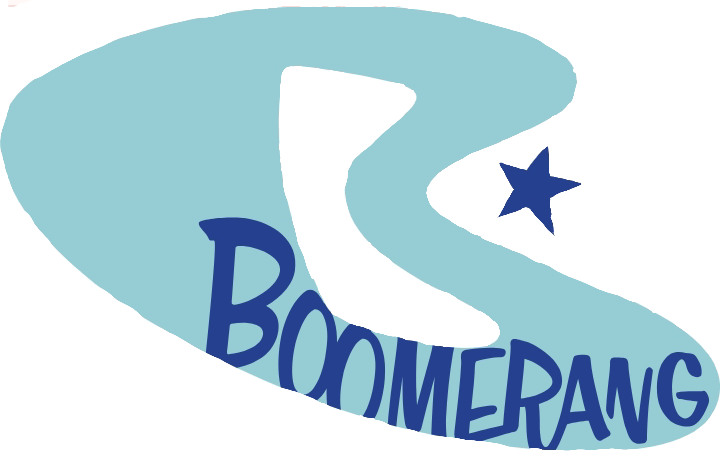
2005 - 2012
2015 - 2023

## Boomerang sulla TV in chiaro filippina
Boomerang è andato in onda nelle Filippine come canale a pagamento. Tuttavia, esiste un blocco sul canale in chiaro TV5 chiamato Boomerang on TV5 Kids.